# Bahnstrecke Prostějov–Třebovice v Čechách
| Kursbuchstrecke (SŽ): | 017, 306             |                                                        |                                                        |
| Streckenlänge: | 76,605 km            |                                                        |                                                        |
| Spurweite: | 1435 mm (Normalspur) |                                                        |                                                        |
| Streckenklasse: | C4                   |                                                        |                                                        |
| Streckengeschwindigkeit: | 60 km/h              |                                                        |                                                        |
| |                      |                                                        |                                                        |
| \| \| \| von Nezamyslice (vorm. Mährisch-Schlesische Nordbahn) \| \| \| \| 0,000 \| Prostějov hlavní nádraží früher Prossnitz Nordbahnhof \| Prostějov hlavní nádraží früher Prossnitz Nordbahnhof \| \| \| \| nach Šternberk (vorm. Mährisch-Schlesische Nordbahn) \| \| \| \| 2,017 \| Prostějov místní nádraží früher Prossnitz Lokalbahnhof \| Prostějov místní nádraží früher Prossnitz Lokalbahnhof \| \| \| \| vlečka Starorežná, Sladovny \| \| \| \| \| vlečka býv. vojenské opravny \| \| \| \| 6,714 \| Kostelec na Hané früher Kosteletz bei Prossnitz \| Kostelec na Hané früher Kosteletz bei Prossnitz \| \| \| \| nach Čelechovice na Hané (vorm. Mährische Westbahn) \| \| \| \| 9,495 \| Lutotín \| Lutotín \| \| \| \| Romže \| \| \| \| 12,990 \| Zdětín u Prostějova früher Bieleckermühle \| Zdětín u Prostějova früher Bieleckermühle \| \| \| 16,121 \| Ptení früher Ptien \| Ptení früher Ptien \| \| \| 18,752 \| Stražisko \| Stražisko \| \| \| \| Romže \| \| \| \| 21,592 \| Čunín \| Čunín \| \| \| 22,789 \| Křemenec \| Křemenec \| \| \| \| Romže \| \| \| \| 25,583 \| Konice früher Konitz \| Konice früher Konitz \| \| \| 28,040 \| Jesenec \| Jesenec \| \| \| 29,234 \| Dzbel früher Džbell-Jessenitz \| Dzbel früher Džbell-Jessenitz \| \| \| \| ehem. Protektoratsgrenze (1939–1945) \| \| \| \| 32,449 \| Šubířov \| Šubířov \| \| \| \| vlečka \| \| \| \| 36,948 \| Nectava früher Netz \| Nectava früher Netz \| \| \| \| Nectava \| \| \| \| \| von Skalice nad Svitavou (vorm. Mährische Westbahn) \| \| \| \| 40,519 \| Chornice früher Kornitz \| Chornice früher Kornitz \| \| \| \| Uhřický potok \| \| \| \| 43,833 \| Mezihoří \| Mezihoří \| \| \| \| vlečka zem. (0,8 km) \| \| \| \| 45,836 \| Městečko Trnávka früher Türnau \| Městečko Trnávka früher Türnau \| \| \| 47,587 \| Rozstání früher Rostitz \| Rozstání früher Rostitz \| \| \| 49,000 \| Radkov u Moravské Třebové \| Radkov u Moravské Třebové \| \| \| 52,539 \| Linhartice früher Ranigsdorf \| Linhartice früher Ranigsdorf \| \| \| 56,631 \| Moravská Třebová früher Mährisch Trübau \| Moravská Třebová früher Mährisch Trübau \| \| \| \| Třebůvka \| \| \| \| 60,972 \| Kunčina früher Kunzendorf \| Kunčina früher Kunzendorf \| \| \| 66,391 \| Mladějov na Moravě früher Blosdorf \| Mladějov na Moravě früher Blosdorf \| \| \| 68,125 \| ehem. Landesgrenze Mähren–Böhmen \| ehem. Landesgrenze Mähren–Böhmen \| \| \| 69,260 \| Trpík \| Trpík \| \| \| 70,817 \| Anenská Studánka früher Annabad \| Anenská Studánka früher Annabad \| \| \| \| von Olomouc (vorm. Nördliche Staatsbahn) \| \| \| \| 76,605 \| Třebovice v Čechách früher Triebitz \| Třebovice v Čechách früher Triebitz \| \| \| \| nach Česká Třebová (vorm. Nördliche Staatsbahn) \| \| |                      |                                                        |                                                        |
| Strecke |                      | von Nezamyslice (vorm. Mährisch-Schlesische Nordbahn)  | von Nezamyslice (vorm. Mährisch-Schlesische Nordbahn)  |
| Bahnhof | 0,000                | Prostějov hlavní nádraží früher Prossnitz Nordbahnhof  | Prostějov hlavní nádraží früher Prossnitz Nordbahnhof  |
| Abzweig geradeaus und nach rechts |                      | nach Šternberk (vorm. Mährisch-Schlesische Nordbahn)   | nach Šternberk (vorm. Mährisch-Schlesische Nordbahn)   |
| Bahnhof | 2,017                | Prostějov místní nádraží früher Prossnitz Lokalbahnhof | Prostějov místní nádraží früher Prossnitz Lokalbahnhof |
| Abzweig geradeaus und nach links |                      | vlečka Starorežná, Sladovny                            | vlečka Starorežná, Sladovny                            |
| Abzweig geradeaus und von links |                      | vlečka býv. vojenské opravny                           | vlečka býv. vojenské opravny                           |
| Bahnhof | 6,714                | Kostelec na Hané früher Kosteletz bei Prossnitz        | Kostelec na Hané früher Kosteletz bei Prossnitz        |
| Abzweig geradeaus und nach rechts |                      | nach Čelechovice na Hané (vorm. Mährische Westbahn)    | nach Čelechovice na Hané (vorm. Mährische Westbahn)    |
| Haltepunkt / Haltestelle | 9,495                | Lutotín                                                | Lutotín                                                |
| Brücke über Wasserlauf |                      | Romže                                                  | Romže                                                  |
| Haltepunkt / Haltestelle | 12,990               | Zdětín u Prostějova früher Bieleckermühle              | Zdětín u Prostějova früher Bieleckermühle              |
| Bahnhof | 16,121               | Ptení früher Ptien                                     | Ptení früher Ptien                                     |
| Haltepunkt / Haltestelle | 18,752               | Stražisko                                              | Stražisko                                              |
| Brücke über Wasserlauf |                      | Romže                                                  | Romže                                                  |
| Haltepunkt / Haltestelle | 21,592               | Čunín                                                  | Čunín                                                  |
| Haltepunkt / Haltestelle | 22,789               | Křemenec                                               | Křemenec                                               |
| Brücke über Wasserlauf |                      | Romže                                                  | Romže                                                  |
| Bahnhof | 25,583               | Konice früher Konitz                                   | Konice früher Konitz                                   |
| Haltepunkt / Haltestelle | 28,040               | Jesenec                                                | Jesenec                                                |
| Bahnhof | 29,234               | Dzbel früher Džbell-Jessenitz                          | Dzbel früher Džbell-Jessenitz                          |
| Grenze |                      | ehem. Protektoratsgrenze (1939–1945)                   | ehem. Protektoratsgrenze (1939–1945)                   |
| Haltepunkt / Haltestelle | 32,449               | Šubířov                                                | Šubířov                                                |
| Abzweig geradeaus und nach links |                      | vlečka                                                 | vlečka                                                 |
| Haltepunkt / Haltestelle | 36,948               | Nectava früher Netz                                    | Nectava früher Netz                                    |
| Brücke über Wasserlauf |                      | Nectava                                                | Nectava                                                |
| Abzweig geradeaus und von links |                      | von Skalice nad Svitavou (vorm. Mährische Westbahn)    | von Skalice nad Svitavou (vorm. Mährische Westbahn)    |
| Bahnhof | 40,519               | Chornice früher Kornitz                                | Chornice früher Kornitz                                |
| Brücke über Wasserlauf |                      | Uhřický potok                                          | Uhřický potok                                          |
| Haltepunkt / Haltestelle | 43,833               | Mezihoří                                               | Mezihoří                                               |
| Abzweig geradeaus und von links |                      | vlečka zem. (0,8 km)                                   | vlečka zem. (0,8 km)                                   |
| Bahnhof | 45,836               | Městečko Trnávka früher Türnau                         | Městečko Trnávka früher Türnau                         |
| Haltepunkt / Haltestelle | 47,587               | Rozstání früher Rostitz                                | Rozstání früher Rostitz                                |
| ehemaliger Haltepunkt / Haltestelle | 49,000               | Radkov u Moravské Třebové                              | Radkov u Moravské Třebové                              |
| Haltepunkt / Haltestelle | 52,539               | Linhartice früher Ranigsdorf                           | Linhartice früher Ranigsdorf                           |
| Bahnhof | 56,631               | Moravská Třebová früher Mährisch Trübau                | Moravská Třebová früher Mährisch Trübau                |
| Brücke über Wasserlauf |                      | Třebůvka                                               | Třebůvka                                               |
| Haltepunkt / Haltestelle | 60,972               | Kunčina früher Kunzendorf                              | Kunčina früher Kunzendorf                              |
| Bahnhof | 66,391               | Mladějov na Moravě früher Blosdorf                     | Mladějov na Moravě früher Blosdorf                     |
| Grenze | 68,125               | ehem. Landesgrenze Mähren–Böhmen                       | ehem. Landesgrenze Mähren–Böhmen                       |
| Haltepunkt / Haltestelle | 69,260               | Trpík                                                  | Trpík                                                  |
| Haltepunkt / Haltestelle | 70,817               | Anenská Studánka früher Annabad                        | Anenská Studánka früher Annabad                        |
| Abzweig geradeaus und von rechts |                      | von Olomouc (vorm. Nördliche Staatsbahn)               | von Olomouc (vorm. Nördliche Staatsbahn)               |
| Bahnhof | 76,605               | Třebovice v Čechách früher Triebitz                    | Třebovice v Čechách früher Triebitz                    |
| Strecke |                      | nach Česká Třebová (vorm. Nördliche Staatsbahn)        | nach Česká Třebová (vorm. Nördliche Staatsbahn)        |

Die Bahnstrecke Prostějov–Třebovice v Čechách ist eine regionale Eisenbahnverbindung in Tschechien, die ursprünglich durch die Mährische Westbahn als staatlich garantierte Lokalbahn erbaut wurde. Sie verläuft von Prostějov (Proßnitz) über Moravská Třebová (Mährisch Trübau) nach Třebovice (Triebitz).

## Geschichte
Die Konzession für die Mährische Westbahn wurde am 11. Juli 1886 dem Bankhaus Erlanger & Söhne in Frankfurt am Main erteilt. Die Konzessionäre wurden verpflichtet, den Bau der Strecke sofort zu beginnen und binnen zwei Jahren fertigzustellen. Die Konzessionsdauer war auf 90 Jahre festgesetzt.

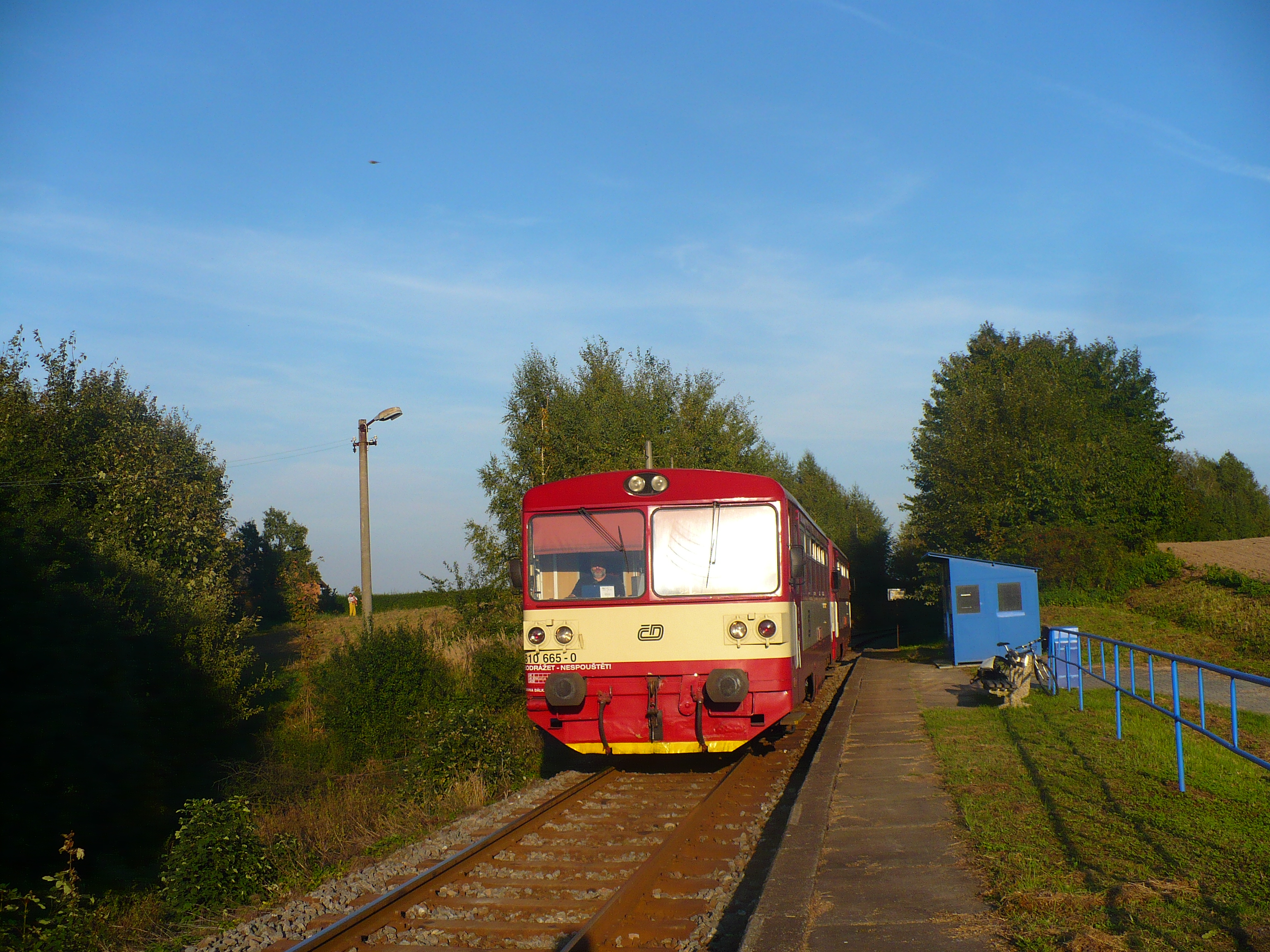
Haltestelle Trpík (2010)

Eröffnet wurde die Strecke am 1. September 1889 zusammen mit den Zweigbahnen nach Čellechowitz und nach Opatowitz. Den Betrieb führten die k.k. Staatsbahnen (kkStB) für Rechnung der Eigentümer aus.
Im Jahr 1912 wies der Fahrplan der Lokalbahn drei Personenzüge 2. und 3. Klasse über die Gesamtstrecke aus. Sie benötigten für die 77 Kilometer lange Strecke etwa drei Stunden. Weitere Züge verkehrten auf den Teilstrecken Prossnitz–Kosteletz und Kornitz–Triebitz.
Nach dem Zerfall Österreich-Ungarns im Oktober 1918 ging die Betriebsführung an die neu gegründeten Tschechoslowakischen Staatsbahnen (ČSD) über.
Ab Mitte der 1930er Jahre wurde ein Teil der Personenzüge auch mit modernen Motorzügen gefahren. Der Winterfahrplan von 1937 verzeichnete drei durchgehende Reisezugpaare zwischen Prostějov und Třebovice. Weitere – als Motorzug geführte – Reisezüge verdichteten diesen Fahrplan auf Teilstrecken.

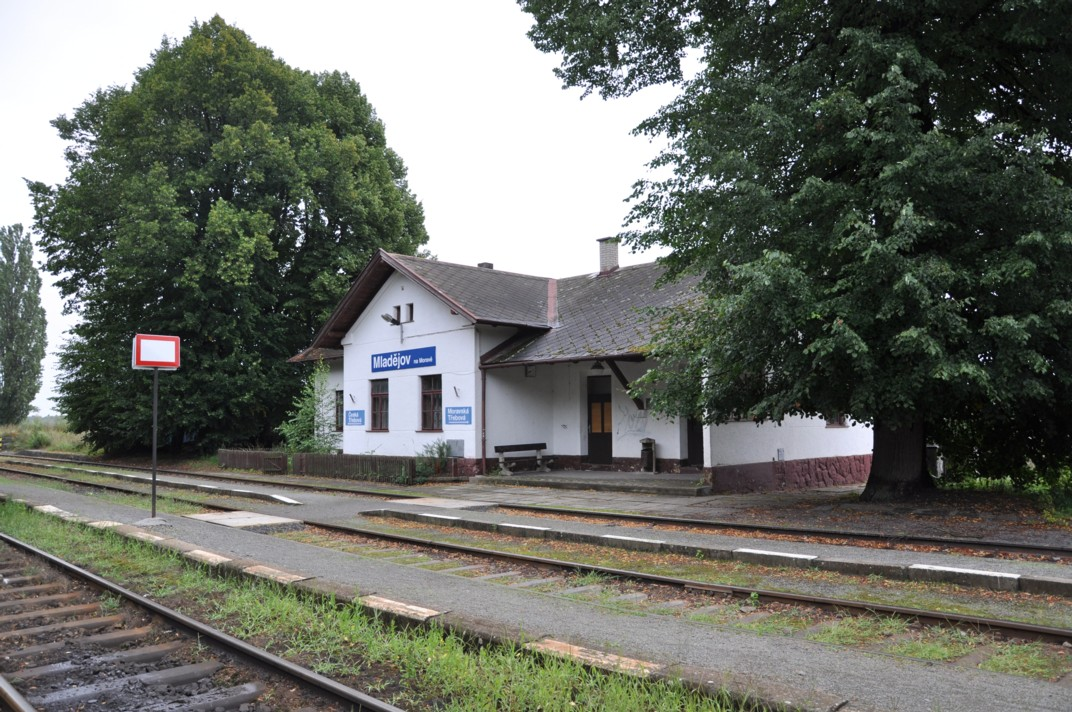
Bahnhof Mladějov na Moravě (2010)

Nach der Angliederung des Sudetenlandes an Deutschland im Herbst 1938 kam der Abschnitt zwischen Zbel und Triebitz zur Deutschen Reichsbahn, Reichsbahndirektion Breslau. Die restliche, im Protektorat Böhmen und Mähren verbliebene Strecke wurde bis zum Ende des Zweiten Weltkriegs durch die Protektoratsbahnen Böhmen und Mähren (ČMD-BMB) betrieben. Im Reichskursbuch war die Verbindung als Kursbuchstrecke 154r Triebitz–Kornitz–Zbel enthalten. Am 10. Oktober 1945 wurde die Mährische Westbahn verstaatlicht. Fortan gehörte auch die Infrastruktur zum Netz der ČSD.
Am 1. Januar 1993 ging die Strecke im Zuge der Auflösung der Tschechoslowakei an die neu gegründeten České dráhy (ČD) über. Seit 2003 gehört sie zum Netz des staatlichen Infrastrukturbetreibers Správa železniční dopravní cesty (SŽDC).
Zum Fahrplanwechsel am 11. Dezember 2011 bestellten die ÖPNV-Aufgabenträger Olomoucký kraj und Pardubický kraj den Personenverkehr zwischen Dzbel und Moravská Třebová im Rahmen einer Optimierung („optimalizace“) des öffentlichen Nahverkehrs ab. Seitdem gibt es zwischen Dzbel und Moravská Třebová keinen planmäßigen Reiseverkehr mehr.
Im Jahresfahrplan 2013 wird die Strecke täglich im Zweistundentakt von Personenzügen in den Relationen Prostějov–Dzbel und Moravská Třebová–Třebovice v Čechách bedient. Weitere Züge verdichten diesen Fahrplan zu einem teilweisen Einstundentakt.